# Itacurubí de la Cordillera

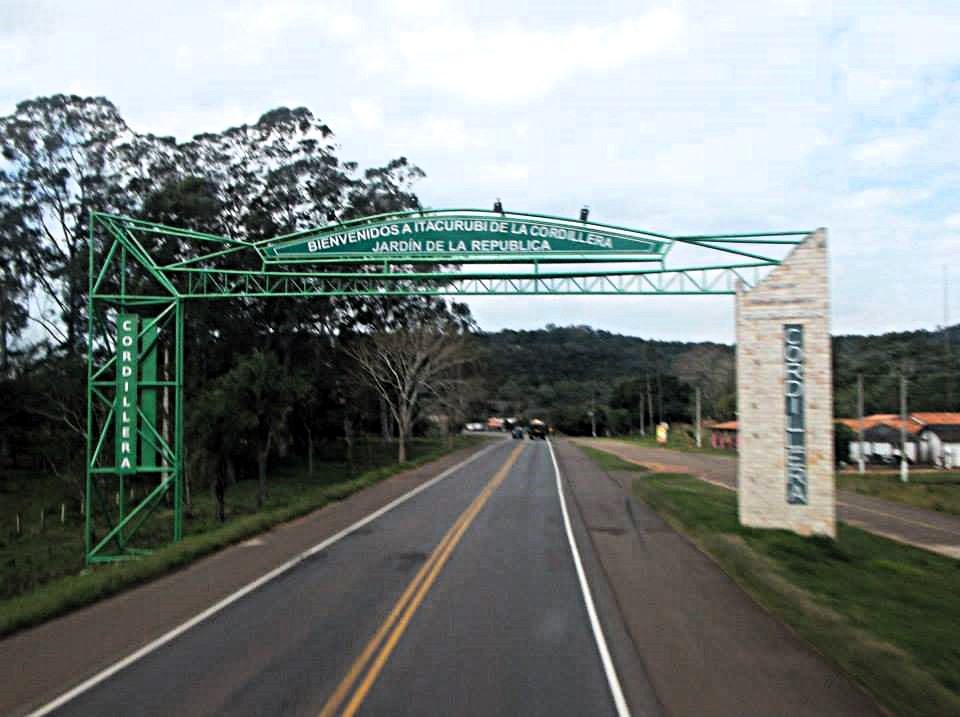
Acceso a Itacurubí de la Cordillera por la antigua ruta PY02.

Itacurubí de la Cordillera (en guaraní "Itakuruvi") es una ciudad del Paraguay, situada en el departamento de Cordillera y está ubicada a 88 km de la capital Asunción.
Algunas de las compañías de la ciudad son: Loma Medina, Ka'aguykupe, Kariy Loma, Potrero Angelito, Rubio Ñu, Tacuara, Tacuara 40, Hugua po'i, Minas kue, Piraju'i, Kariy Potrero, entre otras.

## Toponimia
Su nombre Itacurubí proviene del idioma guaraní "Itakuruvi", nombre de una piedra muy singular que existe en la zona, una piedra porosa en curuvicas. Y su segundo nombre responde a su ubicación, en el departamento de Cordillera.

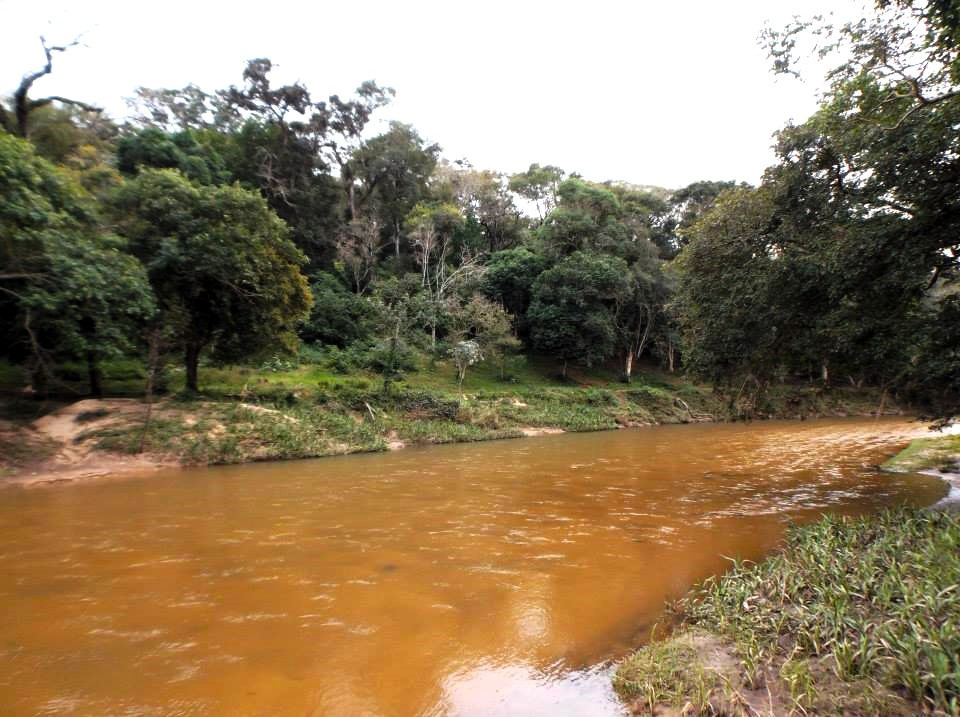
Arroyo Yhaguy, a su paso por Itacurubí de la Cordillera.

## Historia
Fundada en el año 1871, por  residentes de la zona de apellidos Aguilera y García. Es conocida también como “Jardín de la República”, por su enorme vegetación y el arroyo Yhaguy. 
La fiesta patronal se celebra el 7 de octubre, en honor a la Virgen del Rosario, patrona de la ciudad. Actualmente se acepta como la fecha oficial de la fundación el 6 de octubre de 1871, en vista de no existir evidencia objetiva de la real fecha de su fundación.

## Clima
El clima en Itacurubí de la Cordillera es semitropical, similar al clima de Asunción y la mayoría de las ciudades del interior del país, pero más frío en invierno debido a la mayor vegetación. Es muy habitual la formación de escarchas en invierno y grandes tormentas eléctricas en verano.

## Demografía

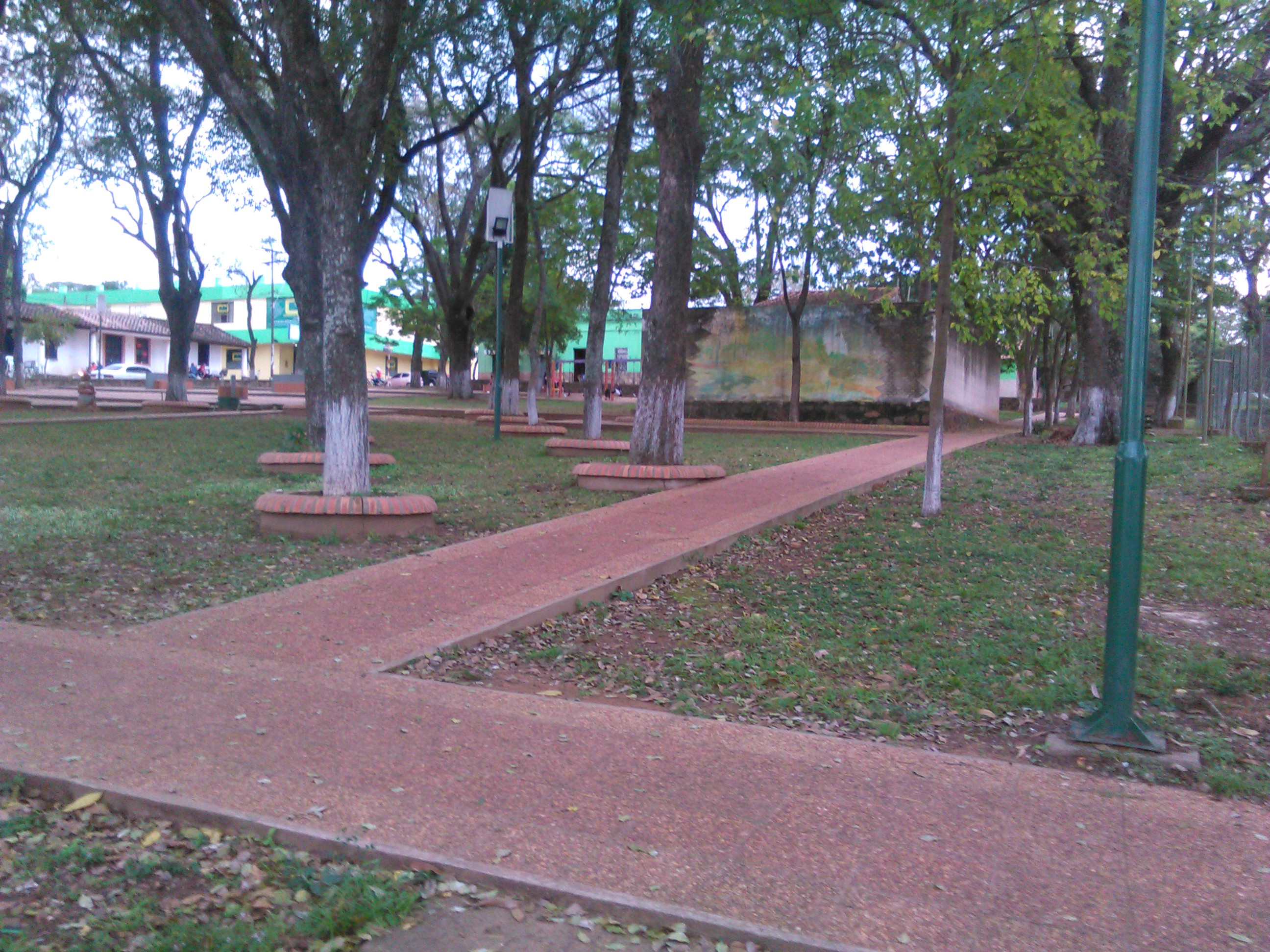
Plaza principal de la ciudad de Itacurubí de la Cordillera.

Itacurubí de la Cordillera cuenta actualmente con alrededor de 8 961 habitantes, según datos oficiales del censo paraguayo de 2022.
También existen muchos itacurubienses en otras ciudades del país y en el exterior que no aparecen en las encuestas y censos, con ellos se duplicaría la cantidad de personas originarias del lugar.

## Economía
Los pobladores de Itacurubí se dedican a la agricultura y ganadería, existen pequeñas fábricas de miel de caña y empresas de servicios.
Además, entre las artesanías podemos mencionar la alfarería, el croché, la fabricación de colchas y el poyvi. En los últimos años el turismo también pasó a ser una de las principales actividades en esta ciudad. La cantidad de visitantes aumenta, sobre todo en el verano, que llegan hasta esta localidad conocida también como Jardín de la República, para disfrutar de las cristalinas aguas del arroyo Yhaguy.

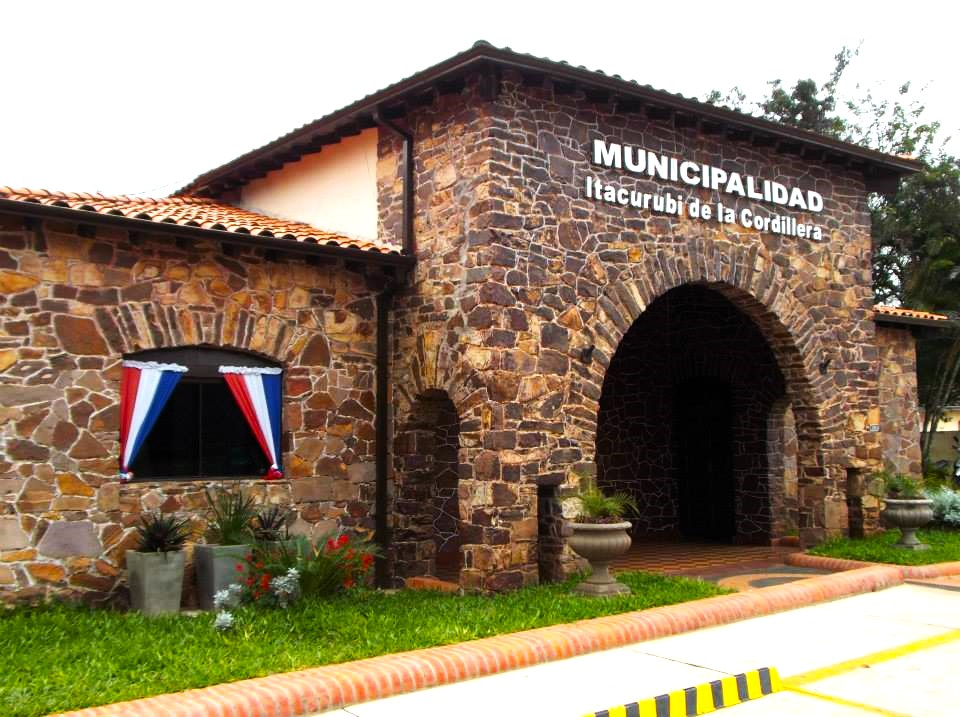
Palacio municipal de Itacurubí de la Cordillera.

## Barrio Santa Lucía
El campo comunal en el populoso barrio Santa Lucía atraviesa el área urbana de la ruta número PY02, Mariscal José Félix Estigarribia. Este barrio ha crecido mucho en los últimos años, incluso varias calles principales se han asfaltado. Allí está asentado el club General Escobar, que cuenta con su cancha de fútbol a 200 metros de la ruta PY02, que ahora se extiende hasta Ciudad del Este, y su sede social está ubicada sobre esta misma vía nacional. El club General Escobar se consagró campeón de la Liga Yhaguy de Deportes el 30 de enero del 2022 al superar al club 4 de Julio del barrio San Roque de la ciudad de Santa Elena, en el global de dos partidos, 1 a 0 en el primero que jugó de visitante y en su cancha empató 0 a 0 en el segundo partido.

## Barrio Virgen del Rosario
Este barrio está en el casco urbano, donde se ubican comercios, bares y edificios públicos como los de la municipalidad y la Policía Nacional. Su aspecto arquitectónico resalta una mezcla de edificaciones de estilo colonial, con paredes de piedra, corredores frontales y pilares de mampostería, de finales del siglo XIX, con casas de lineamientos art déco y residencias modernas. Y, es notoria la existencia de dos núcleos céntricos: la plaza de los Héroes y la iglesia parroquial.
En el sector también se hallan algunas entidades de servicio como el Banco Nacional de Fomento (BNF), el club Cordillerano, fundado el 12 de diciembre de 1916, el local de la cooperativa Itacurubí Limitada, y el hotel Aguilera.
La ruta 2, Mariscal José Félix Estigarribia, hasta agosto del 2023 cruzaba por el centro de la ciudad, pero con la circunvalación de esta arteria que va hasta Ciudad del Este, la vía de tránsito vehicular pasa fuera de la ciudad. No obstante, el movimiento comercial, de vehículos y de personas continúa casi invariable, teniendo en cuenta que tiene como ciudades vecinas a Santa Elena y Mbocayaty. Las personas que quieran trasladarse a estas localidades cordilleranas también, deben pasar indefectiblemente por el centro de Itacurubí de la Cordillera.

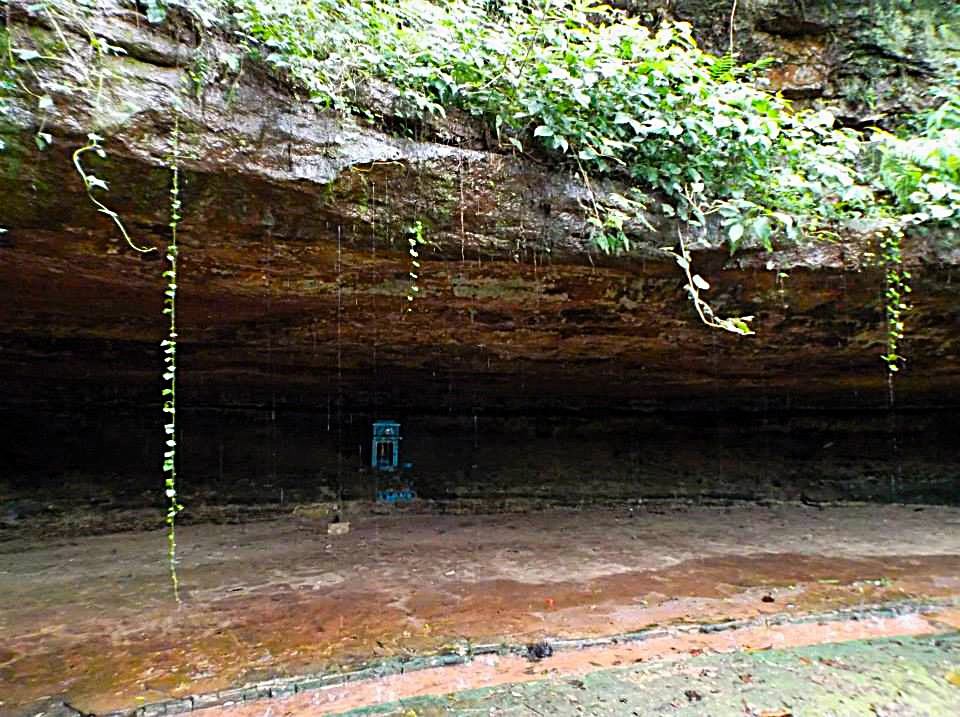
Parque Natural Itá Coty (Itacurubí de la Cordillera).

## Barrio Naranjaty
Su nombre en español significa "Naranjales", es un pintoresco barrio donde se encuentra el "Ykuá Itá" ("Manantial de piedra" en español), enmarcada por frondosos árboles, con pintorescas casas a su alrededor. Allí se encuentra la sede del club Capitán Aguilera, entidad social y deportiva cuyos orígenes se remontan al 6 de febrero de 1918.
La Escuela N° 103 "Mercedes Miltos de Infante Rivarola" da la acogida a todos los niños que cursan la etapa primaria en sus amplias instalaciones.
Cerca del barrio, el colegio nacional "Carlos Antonio López" brinda la educación secundaria a los jóvenes de la ciudad.

## Compañía Loma Medina
Loma Medina es una de las compañías de la ciudad de Itacurubí de la Cordillera, ubicada a unos 5 kilómetros del casco urbano. En esta comunidad predominan las familias de apellido Rojas. Casi todos los habitantes, con alrededor de 30 casas, son parientes entre sí.